# Ercan Yıldız
Ercan Yıldız (* 29. Mai 1974 in Kırıkkale) ist ein ehemaliger türkischer Ringer. Er war 1997 Weltmeister im griechisch-römischen Stil im Fliegengewicht.

## Werdegang
Ercan Yıldız begann 1988 in seiner Geburtsstadt mit dem Ringen. Sein erster Verein war Kırıkkale Belediye Spor Kulübü. Im Laufe seiner Karriere startete er noch für B. Belediye Istanbul und für Ankara M.T.A. Spor Kulübünde. Er entschied sich dabei für den griechisch-römischen Stil und wurde u. a. von Gazi Özbilgin, Haluk Koc, Hakkı Başar und Ibrahim Yildirim trainiert. Der 1,63 Meter große Athlet rang als Erwachsener im Fliegen- und im Bantamgewicht. Er studierte Sport und wurde nach Beendigung seiner Ringerlaufbahn Universitätslehrer. Außerdem ist er 2. Vorsitzender des türkischen Ringerverbandes.
Zu Beginn seiner internationalen Karriere als Ringer startete Ercan Yıldız 1994 bei der Junioren-Europameisterschaft (Espoirs) in Istanbul im Fliegengewicht und belegte dort hinter Armen Nasarjan aus Armenien den 2. Platz. Im gleichen Jahr wurde er auch schon bei der Weltmeisterschaft der Senioren in Tampere eingesetzt, schied dort aber frühzeitig aus und belegte nur den 27. Platz. Auch die nächsten Einsätze von Ercan Yıldız bei internationalen Meisterschaften waren nicht sehr erfolgreich. 1995 kam er bei der Europameisterschaft in Besançon auf den 16. Platz und bei der Weltmeisterschaft in Prag auf den 13. Platz. Den Sprung zu den Olympischen Spielen 1996 in Atlanta verpasste er und bei der Europameisterschaft 1997 im finnischen Kouvola belegte er nur den 15. Platz.
Der große Durchbruch gelang Ercan Yıldız bei der Weltmeisterschaft 1997 in Breslau. Er siegte dort im Fliegengewicht über Tero Katajisto aus Finnland bei Punktgleichstand von 2:2 durch Kampfrichterentscheid, anschließend siegte er knapp über Dilshod Aripov aus Usbekistan (3:2 techn. Punkte) und danach jeweils mit 1:0 tech. Punkten über Andrij Kalaschnykow aus der Ukraine, Simeon Milew aus Bulgarien und Vahan Juharjan aus Armenien. Mit diesen fünf knappen Punktsiegen wurde er Weltmeister, ohne voll überzeugt zu haben. Andererseits bewies er mit diesen Siegen auch sein Vermögen, enge Kämpfe siegreich zu gestalten.
Bei der Europameisterschaft 1998 in Minsk verlor Ercan Yıldız nach drei gewonnenen Kämpfen gegen Marian Sandu aus Rumänien und erreichte damit den 7. Platz. Viel schlechter schnitt er bei der Weltmeisterschaft 1998 in Gävle/Schweden ab, denn er schied dort nach jeweils knappen 1:2-Niederlagen gegen Barys Radkewitsch aus Belarus und Shawn Sheldon aus den Vereinigten Staaten aus und landete auf dem 20. Platz.
Nicht viel besser erging es ihm 1999, als er bei der Europameisterschaft in Sofia nach einem Sieg über Zigmunds Jansons aus Lettland im Kampf gegen Marian Sandu bei Punktgleichstand von 3:3 das Kampfgericht gegen sich hatte und nur den 12. Platz belegte. Bei der Weltmeisterschaft 1999 in Athen verlor er gleich seinen ersten Kampf gegen den Nordkoreaner Kang Yong Gyun und konnte sich mit einem Sieg über Francesco Costantino aus Italien nur mehr auf den 20. Platz vorkämpfen.
Im Jahre 2000 qualifizierte er sich für die Teilnahme an den Olympischen Spielen in Sydney. Er verlor dort im Fliegengewicht gegen den Kubaner Lazaro Rivas Scull gleich seinen ersten Kampf (0:10 techn. Punkte). Anschließend siegte er über Jotham Pellew aus Neuseeland (16:0 techn. Punkte), verlor aber seinen dritten Kampf gegen Natig Aiwasow aus Aserbaidschan und erreichte so nur den 11. Platz.
Bei der Europameisterschaft 2001 in Istanbul gelang Ercan Yıldız der zweite große Erfolg seiner Ringerlaufbahn. Er wurde dort Vize-Europameister, wobei er sich im Finale dem Polen Dariusz Jabłoński beugen musste. Eine weitere gute Platzierung gelang ihm bei der Weltmeisterschaft 2002 in Moskau, wo er im Bantamgewicht mit zwei Siegen den 6. Platz erreichte.
Zum Abschluss seiner internationalen Ringerlaufbahn nahm er im Jahre 2004 in Athen noch einmal an den Olympischen Spielen teil. Im Bantamgewicht verlor er gegen Irakli Tschotschua aus Georgien und siegte über Svajunas Adomaitis aus Litauen, womit er den 12. Platz erreichte.

## Internationale Erfolge
| Jahr | Platz | Wettbewerb                                  | Gewichtsklasse | |
| 1994 | 2.    | Junioren-EM (Espoirs) in Istanbul           | Fliegen        | hinter Armen Nasarjan, Armenien, vor Oleg Nemtschenko, Russland u. Grigori Buliga, Moldawien                                                                                    |
| 1994 | 27.   | WM in Tampere                               | Fliegen        | Sieger: Alfred Ter-Mkrtchyan, Deutschland vor Natig Aiwasow, Aserbaidschan u. Andrij Kalaschnykow, Ukraine                                                                      |
| 1995 | 16.   | EM in Besançon                              | Fliegen        | Sieger: Armen Nasarjan vor Alfred Ter-Mkrtchyan u. Andrij Kalaschnykow |
| 1995 | 13.   | WM in Prag                                  | Fliegen        | Sieger: Samuel Danieljan, Russland vor Armen Nasarjan u. Alfred Ter-Mkrtchyan                                                                                                   |
| 1997 | 15.   | EM in Kouvola                               | Fliegen        | Sieger: Dariusz Jabłoński, Polen vor Farhat Mageramow, Belarus u. Oleg Nemtschenko, Russland                                                                                    |
| 1997 | 3.    | Mittelmeer-Spiele in Bari                   | Fliegen        | hinter Khaled Al-Faraj, Syrien u. Francesco Costantino, Italien |
| 1997 | 1.    | WM in Breslau                               | Fliegen        | mit Siegen über Tero Katajisto, Finnland, Dilshod Aripov, Usbekistan, Andrij Kalaschnykow, Ukraine, Simeon Milew, Bulgarien u. Vahan Juharjan, Armenien                         |
| 1997 | 4.    | Welt-Cup in Teheran                         | Fliegen        | hinter Boris Ambarzumow, Russland, Sim Kwon-ho, Südkorea u. Ali Ashkani Agboloag, Iran                                                                                          |
| 1998 | 7.    | EM in Minsk                                 | Fliegen        | nach Niederlage gegen Farhat Mageramow, Belarus, Siegen über Armin Heiß, Österreich, Petr Švehla, Tschechien u. Vahan Juharjan u. einer Niederlage gegen Marian Sandu, Rumänien |
| 1998 | 20.   | WM in Gävle/Schweden                        | Fliegen        | nach Sieg über Vicente Lillo Garcia, Spanien u. Niederlagen gegen Barys Radkewitsch, Belarus u. Shawn Sheldon, USA                                                              |
| 1999 | 12.   | EM in Sofia                                 | Fliegen        | nach Sieg über Zygmunds Jansons, Lettland u. Niederlage gegen Marian Sandu |
| 1999 | 5.    | CISM-Militär-WM in Zagreb                   | Bantam         | hinter Rustam Mambetow, Russland, Kang Kyung-il, Südkorea, Roman Waschuk, Ukraine u. Pasi Huhtala, Finnland                                                                     |
| 1999 | 20.   | WM in Athen                                 | Fliegen        | nach Niederlage gegen Kang Yong Gyun, Nordkorea u. Sieg über Francesco Costantino                                                                                               |
| 2000 | 1.    | Olympia-Qualif.-Turnier in Faenza           | Fliegen        | vor Wang Hui, China u. Natig Aiwasow |
| 2000 | 6.    | Olympia-Qualif.-Turnier in Taschkent        | Fliegen        | Sieger: Wang Hui vor Schamseddin Chudaiberdijew, Usbekistan |
| 2000 | 3.    | Olympia-Qualif.-Turnier in Colorado Springs | Fliegen        | hinter Uran Chalilow, Kirgisistan u. Dariusz Jabłoński |
| 2000 | 3.    | Olympia-Qualif.-Turnier in Alexandria       | Fliegen        | hinter Aljaksandr Paulau, Belarus u. Sergei Sobokar, Ukraine |
| 2000 | 11.   | OS in Sydney                                | Fliegen        | nach Niederlage gegen Lazaro Rivas Scull, Kuba, Sieg über Jotham Pellew, Neuseeland u. Niederlage gegen Natig Aiwasow                                                           |
| 2001 | 2.    | EM in Istanbul                              | Fliegen        | hinter Barys Radkewitsch, vor Dariusz Jabłoński, Alexei Schewzow, Russland und Stoitschko Iwanow, Bulgarien                                                                     |
| 2001 | 5.    | Welt-Cup in Levallois-Perret                | Bantam         | hinter Alexei Schewzow, Djamel Ainaoui, Frankreich, James Grunwald, USA u. Seref Tüfenk, Türkei                                                                                 |
| 2002 | 6.    | WM in Moskau                                | Bantam         | mit Siegen über Rachimdschan Assembekow, Kasachstan u. Kim Holk, Schweden u. einer Niederlage gegen Hassan Rangraz, Iran                                                        |
| 2003 | 2.    | "Nikola-Petrow"-Turnier in Sofia            | Bantam         | hinter Bayram Özdemir, Türkei, vor Oleg Kutscherenko, Deutschland, Boris Ambarzumow u. Iwo Angelow, Bulgarien                                                                   |
| 2003 | 16.   | WM in Créteil                               | Bantam         | nach Niederlagen gegen Irakli Tschotschua, Georgien u. Hassan Rangraz u. Sieg über Mukesh Khatri, Indien                                                                        |
| 2003 | 5.    | Welt-Cup in Alma-Ata                        | Bantam         | hinter Asset Imanbajew, Kasachstan, Gaidar Mamedalijew, Russland, Irakli Tschotschua u. Sergei Petrow, Russland                                                                 |
| 2004 | 2.    | Olympia-Qualif.-Turnier in Novi Sad         | Bantam         | hinter Brandon Paulson, USA, vor István Majoros, Ungarn u. Irakli Tschotschua                                                                                                   |
| 2004 | 12.   | OS in Athen                                 | Bantam         | nach Niederlage gegen Irakli Chuchua u. Sieg über Svajunas Adomaitis, Litauen                                                                                                   |

Anm.: alle Wettbewerbe im griechisch-römischen Stil, OS = Olympische Spiele, WM = Weltmeisterschaft, EM = Europameisterschaft, Fliegengewicht, bis 1996 bis 52 kg, von 1997 bis 2001 bis 54 kg, danach abgeschafft, Bantamgewicht, von 1997 bis 2001 bis 58 kg, seit 2002 bis 55 kg Körpergewicht